# Флот Нептуна
Флот Нептуна (англ. Neptune's Navy) — общее название судов, принадлежащих Обществу охраны морской фауны. С 2009 года начинаются активные действия всех судов Общества в кампаниях против китобойного промысла, рыбной ловли  других «проблем».

## Kорабли
- MV Sam Simon[3][4]
- MV Brigitte Bardot[5]
- MY Steve Irwin[6][7]
- MY Jairo Mora Sandoval
- MY Bob Barker[8]
- MV Martin Sheen[9]
- MV Farley Mowat
- MV Jules Verne
- MY Ocean Warrior

## Корабли, ранее входившие в состав «Морского пастуха»
- RV Farley Mowat[10]
- MV Ady Gil[11]
- Sirenian[12]
- Whales forever[13]
- Cleveland Amory[14]
- Sea Shepherd[15]
- Sea Shepherd ΙΙ[16]
- MV Divine Wind[17]

## Другое морское приспособление
Во Флоте Нептуна также имеются небольшие яхты, катера, жестко-корпусные надувные моторные шлюпки и водные мотоциклы. Шлюпки используются для атак на китобойные суда. С шлюпок экологи кидают масляную кислоту и обматывают гребные винты судов канатами. В 2011 году, шлюпки и надувные мотоциклы должны были встать перед китами и охотниками во время забоя на Фарерах.